# Generalkommando 57
Das Generalkommando 57 war ein Großverband der Armee des Deutschen Kaiserreiches im Ersten Weltkrieg.

## Gliederung
Es handelte sich beim Generalkommando 57 um ein Generalkommando z. B.V. (Generalkommando zur besonderen Verwendung). Diese entstanden ab 1916 und waren reine Kommandostellen, die militärischen Einheiten wurden ihm nach Bedarf zugeordnet.

## Geschichte
Dem Höheren Kavallerie-Kommandeur 3 unterstanden zu Kriegsbeginn 1914 die preußische 7., sächsische 8. sowie die bayerische Kavallerie-Division, welche bei der 6. Armee während der Schlacht in Lothringen und vor Nancy-Épinal eingesetzt wurden. Im September 1914 verlegte das Kommando an die Ostfront und nahm hier in der Folgezeit an den Kämpfen an den Masurischen Seen, um Warschau, um Łódź sowie an der Rawka und Bzura teil.
Das Generalkommando 57 ging am 26. November 1916 aus dem Höheren Kavallerie-Kommando Nr. 3 hervor. Nach dem Waffenstillstand an der Ostfront beteiligten sich die unterstellten Truppen bis Ende März 1918 an der Okkupation großrussischen Gebietes. Dann verlegte der Großverband an die Westfront und löste ab 6. April 1918 das XXVI. Reserve-Korps als „Gruppe Dormoise“ bei den Stellungskämpfen in der Champagne ab. Wegen einer Lungenentzündung wurde Frommel abgelöst und verbrachte die kommenden Wochen im Lazarett. Zunächst fungierte in Vertretung  der bayerische Generalleutnant Bernhard von Hartz, bis er schließlich am 11. Mai 1918 zum Kommandierenden General ernannt wurde.
Das Generalkommando 57 löste 8. Mai 1918 das XXXVIII. Reserve-Korps als „Gruppe Gorze“ ab. Im September 1918 war dem im Vorfeld der Festung Metz etablierten Kommando die 10. Division, die 8. Landwehr-Division, die 77. Reserve-Division und die 255. Infanterie-Division unterstellt. Zusammen mit der „Gruppe Combres“ (Generalkommando V. Armee-Korps) und der „Gruppe Mihiel“ (Generalkommando XII. Reserve-Korps) musste während der Schlacht von St. Mihiel der vorspringende Frontbogen vor den französisch-amerikanischen Angriffen aufgegeben werden.

## Kommandierender General
| Dienstgrad             | Name                  | Datum                                                             |
| ---------------------- | --------------------- | ----------------------------------------------------------------- |
| General der Kavallerie | Rudolf von Frommel    | 02. August 1914 bis 7. April 1918                                 |
| Generalleutnant        | Bernhard von Hartz    | 07. April bis 10. Mai 1918 (in Vertretung)                        |
| Generalleutnant        | Bernhard von Hartz    | 11. Mai bis 13. Dezember 1918                                     |
| Generalleutnant        | Hermann von Burkhardt | 14. Dezember 1918 bis 4. Januar 1919 (mit der Führung beauftragt) |